# Gregg Masuak
Gregg Masuak, manchmal auch Greg Masuak (* 11. September 1967), ist ein in Kanada geborener australischer Filmregisseur, Schauspieler, Musiker und Autor, der für seine Kurzfilme und Musikvideos bekannt ist.

## Leben und Wirken
Gregg Masuak wurde 1967 als Kind australischer Eltern in Kanada geboren und zog noch im Kindesalter mit seiner Familie wieder zurück nach Sydney. Nach seiner Schulzeit besuchte Masuak eine Filmschule und absolvierte eine Ausbildung zum Kameramann. In dieser Zeit spielte er in diversen Bands der Underground-Szene Sydneys und machte seinen Bachelor of Arts in Filmschreiben. Nachdem er seine gesamte Ausbildung abgeschlossen hatte, zog Masuak nach London, um dort seine Filmkarriere fortzusetzen. Er schrieb und drehte Kurzfilme, durch die diverse Plattenfirmen auf ihn aufmerksam wurden. So bekam Masuak ein Engagement als Regisseur von Musikvideos und arbeitete seitdem für so unterschiedliche Bands und Künstler wie Lionel Richie, Kim Wilde, Kylie Minogue, Gary Moore, die Bee Gees, Belinda Carlisle, Joe Cocker, Take That, die Spice Girls oder Céline Dion.
Für seine Filmarbeit, die auch Fernsehwerbung für Unternehmen wie Head & Shoulders und T-Mobile einschließt, erhielt er Auszeichnungen, so beispielsweise den Golden Hugo beim Chicago International Film Festival für seinen Kurzfilm Born with Glasses.
Gregg Masuak lebt abwechselnd in London und Los Angeles.

## Filmografie

### Spielfilme
- 2022: Morris Men

### Kurzfilme
- 1992: Born with Glasses
- 2013: Invisible
- 2019: I’ll Meet You There

### Musikvideos
- 1986: Kim Wilde – You Keep Me Hangin’ On
- 1986: Berlin – Like Flames
- 1986: Tesla – Modern Day Cowboy
- 1987: Kim Wilde & Junior – Another Step (Closer to You)
- 1987: Kim Wilde – Say You Really Want Me
- 1987: Berlin – You Don’t Know
- 1988: Kim Wilde – You Came
- 1988: Kim Wilde – Never Trust a Stranger
- 1989: Level 42 – Take Care of Yourself
- 1989: Vonda Shepard – I Shy Away
- 1989: Tesla – Heaven’s Trail (No Way Out)
- 1990: Tommy Page – I’ll Be Your Everything
- 1990: Belinda Carlisle – Runaway Horses
- 1990: Belinda Carlisle – (We Want) the Same Thing
- 1990: Kim Wilde – It’s Here
- 1990: Kim Wilde – Time
- 1990: Gary Moore – Still Got the Blues (For You)
- 1991: Kylie Minogue & Keith Washington – If You Were with Me Now
- 1991: Cathy Dennis – Just Another Dream
- 1991: Dannii Minogue – Baby Love
- 1991: Des’ree – Feel So High (original version)
- 1992: Kim Wilde – Who Do You Think You Are
- 1992: Kylie Minogue – Give Me Just a Little More Time
- 1992: Kylie Minogue – What Kind of Fool (Heard All That Before)
- 1992: Kylie Minogue – Celebration
- 1992: Voice of the Beehive – Perfect Place
- 1993: Rick Astley – Hopelessly
- 1993: Take That – Pray
- 1993: Take That – Babe
- 1994: Bee Gees – Kiss of Life
- 1994: Harry Connick Jr. – (I Could Only) Whisper Your Name
- 1994: Bee Gees – How to Fall in Love (Part 1)
- 1994: Bee Gees – For Whom the Bell Tolls
- 1994: Take That – Everything Changes
- 1994: Take That – Sure
- 1995: Joe Cocker – Have a Little Faith
- 1995: Céline Dion – Only One Road
- 1995: Céline Dion – Je sais pas
- 1995: Céline Dion – Next Plane Out
- 1995: Roxette – You Don’t Understand Me
- 1995: Voice of the Beehive – Angel Come Down
- 1995: Mike and the Mechanics – A Beggar on a Beach of Gold
- 1995: Kim Wilde – Breakin’ Away
- 1995: Mike and the Mechanics – Another Cup of Coffee
- 1996: Eternal – Good Thing
- 1996: Louise – Naked
- 1996: Louise – One Kiss from Heaven
- 1996: Puff Johnson – Forever More
- 1996: Hootie and the Blowfish – Tucker’s Down
- 1996: Boyzone – Words
- 1996: Eros Ramazzotti – L’aurora
- 1997: Eternal – Don’t You Love Me
- 1997: Spice Girls – Who Do You Think You Are
- 1997: Eros Ramazzotti – Quanto amore sei
- 1997: Boyzone – Baby Can I Hold You
- 1997: Genesis – Shipwrecked
- 1998: Cliff Richard – Can’t Keep This Feeling In
- 1998: Cliff Richard – Butterfly Kisses
- 1998: Tina Arena – Whistle Down the Wind
- 1999: Tin Tin Out feat. Emma Bunton – What I Am
- 2000: Eros Ramazzotti – Fuoco nel fuoco
- 2000: Spice Girls – Let Love Lead the Way
- 2001: Lionel Richie – Don’t Stop the Music
- 2001: Bellefire – Perfect Bliss
- 2001: Emma Bunton – What Took You So Long?
- 2001: Emma Bunton – Take My Breath Away
- 2002: Darius – Colourblind
- 2004: Samira Saïd – Aweeny Beek
- 2005: Brand New Heavies – Surrender
- 2005: Mark Owen – Believe in the Boogie
- 2010: Pixie Lott – Broken Arrow
- 2017: Take That – New Day